# Arnaud Jouffroy
Arnaud Jouffroy (Senlis, 21 februari 1990) is een Franse veldrijder die in zijn jeugd het amateurteam Vendée U vertegenwoordigde. Als junior werd hij opgeroepen voor het Franse team, hij bedankte voor het vertrouwen met het wereldkampioenschap veldrijden voor junioren te winnen in 2008. Twee jaar later werd hij ook wereldkampioen veldrijden voor beloften door een positieve dopingplas van de broers Pawel en Kacper Szczepaniak. In 2010 maakte hij als wereldkampioen bij de beloften de overstap naar het Belgische BKCP-Powerplus, maar door blessures werd deze overstap geen succes. Telenet-Fidea contracteerde Jouffroy in mei 2011 als een jonge versterking, vanaf 1 juni 2011 vertegenwoordigt hij Telenet-Fidea als professioneel veldrijder.

## Overwinningen

### Cross
| Seizoen   | Wereldbeker | Superprestige | GvA Trofee | WK | FK | Overige             | Totaal aantal zeges |
| --------- | ----------- | ------------- | ---------- | -- | -- | ------------------- | ------------------- |
| 2012-2013 |             |               |            | ND | 9e |                     | 0                   |
| 2013-2014 |             |               |            |    |    | Montpellier, Orange | 2                   |

Aernouts · Albert · Bosmans · Cant · Denolf · Franzoi · Huenders · Jouffroy · Leemans · Petruš · Šimůnek · Van den Abeelde · van der Poel · Vanthourenhout · Vermeersch · Walsleben
Adams · Albert · Bosmans · Cant · Franzoi · Huenders · Jouffroy · Meisen · Šimůnek · van der Poel · Vanthourenhout · Vermeersch · Walsleben
Adams · K.Baestaens · Dlask · Gavenda · Grand · Hník · Jouffroy · Meeusen · K.Pauwels · Peeters · Štybar · van Empel · van Kessel · B.Wellens
Adams · Al · Grand · Jouffroy · Meeusen · R.Peeters · D.Peeters · van Empel · van Kessel · Vandekinderen · B.Wellens
Adams · Aerts · Al · Jouffroy · Meeusen · R.Peeters · Soete · Van Aert · van Kessel · Vandekinderen · B.Wellens